# Tao Kiang
Tao Kiang (alla nascita Jiang) (Yangzhou, 6 febbraio 1929 – Milano, 26 marzo 2009) è stato un astronomo cinese.
Tao Kiang è stato un astronomo cinese che ha studiato e svolto tutta la sua carriera in Gran Bretagna e in Irlanda. Kiang è stato membro dell'Unione Astronomica Internazionale. 

## Biografia
Tao Kiang è stato il primo dei cinque figli di Jiang Zhen Guang e Wang Xin Ru. A quindici anni, per sfuggire alle devastazioni provocate in Cina dai combattimenti della seconda guerra mondiale, fu inviato in Europa assieme ad uno zio. Tao Kiang ha avuto cinque figli, la prima, Rosalind, dalla prima moglie Chen Xiao Ying, gli altri, Ingmar, Sophie, Tanya e Jessica, dalla seconda moglie Trudi Kaczmarek. Kiang è andato in pensione nel 1993.

## Studi e carriera
Kiang ha studiato presso l'University College di Londra dove ha conseguito il
B. Sc. e il Ph. D.. Nello stesso periodo è stato assistente presso l'osservatorio astronomico di Mill Hill dell'università e in seguito ha insegnato nella stessa università. 
Successivamente ha lavorato presso l'osservatorio astronomico di Dunsink in Irlanda, e dal 1966 al 1993 presso il Dublin Institute for Advanced Studies, un istituto di ricerca basato presso lo stesso osservatorio. 
Kiang nel corso della sua carriera si è occupato di numerose tematiche diverse: nell'ambito del sistema solare si è dedicato allo studio delle comete e degli asteroidi, dedicandosi in particolare a studi statistici sulla stabilità della fascia degli asteroidi e delle lacune di Kirkwood; in ambito extragalattico si è occupato di galassie, ammassi di galassie, quasar e di cosmologia.
Oltre alle ricerche astronomiche vere e proprie si è occupato di astronomia, scrivendo numerosi articoli e soprattutto pubblicando numerosi testi con osservazioni astronomiche cinesi sia antiche che moderne, traducendoli dal cinese all'inglese grazie alla sua conoscenza della lingua cinese: in tale opera ha lavorato per molti anni sia come traduttore che editore di riviste specializzate in tale campo.
Kiang è particolarmente famoso per il lavoro The long-term motion of comet Halley sull'orbita della cometa di Halley e le sue variazioni negli ultimi 3.000 anni, scritto assieme a Donald K. Yeomans e pubblicato nel novembre 1981.

## Riconoscimenti
Gli è stato dedicato un asteroide, 3751 Kiang.